# Hermann Eicher
Hermann Eicher (* 17. April 1911 in Kaiserslautern; † 30. Juli 1984 in Mainz) war ein deutscher Jurist und Politiker (FDP).

## Leben und Beruf
Nach dem Abitur am Humanistischen Gymnasium in Kaiserslautern nahm Eicher ein Studium der Rechtswissenschaften in München, wo er Mitglied der Münchener Burschenschaft Stauffia wurde, Marburg und Nürnberg auf, das er 1933 mit dem ersten und 1937 mit dem zweiten juristischen Staatsexamen beendete. Am 21. Mai 1937 beantragte er die Aufnahme in die NSDAP und wurde rückwirkend zum 1. Mai desselben Jahres aufgenommen (Mitgliedsnummer 4.540.355). Er promovierte 1938 zum Dr. jur., war anschließend als Staatsanwalt in Frankenthal tätig und wurde 1939 Amtsgerichtsrat in Ludwigshafen am Rhein. Von 1939 bis 1945 nahm er als Soldat am Zweiten Weltkrieg teil. Zuletzt geriet er in Kriegsgefangenschaft, aus der er 1946 entlassen wurde.
Eicher wurde 1948 Landgerichtsrat in Kaiserslautern und 1950 Oberlandesgerichtsrat beim Pfälzischen Oberlandesgericht in Neustadt an der Weinstraße. 1951 wurde er Referent im rheinland-pfälzischen Justizministerium und dort 1955 zum Ministerialdirigenten befördert. In den 1970er-Jahren war er als Rechtsanwalt tätig.

## Partei
Eicher trat 1957 in die FDP ein und war von 1966 bis 1972 Landesvorsitzender der FDP Rheinland-Pfalz. In dieser Zeit war er auch Mitglied im FDP-Bundesvorstand.

## Abgeordneter
Eicher gehörte vom 18. bis 23. Mai 1967 und von 1971 bis 1982 dem Rheinland-Pfälzischen Landtag an und war von 1973 bis 1982 Vizepräsident des Landtages.
Unterlagen über Eichers Tätigkeit für die FDP und im Mainzer Landtag liegen im Archiv des Liberalismus der Friedrich-Naumann-Stiftung für die Freiheit in Gummersbach.

## Öffentliche Ämter
Eicher amtierte von 1962 bis 1966 als Staatssekretär im Wirtschafts- und Verkehrsministerium des Landes Rheinland-Pfalz. Er wurde am 26. April 1966 als Nachfolger von Fritz Glahn zum Minister für Finanzen und Wiederaufbau in die von Ministerpräsident Peter Altmeier geführte Landesregierung berufen und gehörte auch der von Ministerpräsident Helmut Kohl geführten Folgeregierung an. Nach der Bildung einer CDU-Alleinregierung schied er am 18. Mai 1971 aus dem Ministeramt und wurde in dieser Funktion von Johann Wilhelm Gaddum abgelöst.

## Ehrungen
- Großes Verdienstkreuz (1972) mit Stern (1976) und Schulterband (1981) der Bundesrepublik Deutschland
- 1983: Leibniz-Medaille der Akademie der Wissenschaften und der Literatur Mainz